# Cratere Kalocsa
Kalocsa  è un cratere sulla superficie di Marte.